# ジョーイ・カーボーン
ジョーイ・カーボーン（Joey Carbone）は、アメリカ合衆国出身の音楽プロデューサー、作曲家、編曲家。映画『里見八犬伝』での音楽担当を皮切りに、矢沢永吉のツアーへ同行、その後、邦楽シーンでの作曲・編曲、その他日本での音楽プロデュースを数多く担当する。

## 来歴
アメリカ合衆国ニューヨーク市ブルックリン地区にてイタリア系の家系に生まれる。5歳の時にカトリック修道女からピアノを学び始め、後に幼なじみで同じく音楽プロデュースで名を馳せたリッチー・ズィトーとバンド活動を行い、ベースと歌を担当。アトランティック・レコードとバンド契約したがヒットに恵まれず、カーボーンは同社で郵便仕分けのアルバイトを始め、有名音楽家らの録音風景を目にしたことで音楽制作に興味を持つ。キーボーディストとして多くの音楽家をサポートしたほか、1980・1990年代に放映されたテレビのオーディション番組「スター・サーチ」の音楽スタッフとしても9年間携わる。
日本との関係は1982年からで、「スター・サーチ」のパイロット版で優勝した歌手のジョン・オバニオンをズィトーとプロデュースしたことがきっかけで、第11回東京音楽祭へ出場するオバニオンと一緒に日本に赴いた。その時の縁で、日本での仕事を増やしたいと考え、外国人アーティストのプロモーターとして知られていた永島達司に手配を依頼し、日本映画『里見八犬伝』（1983年）のサウンドトラック担当という仕事を得る。翌1984年にはソニーのカセットテープのコマーシャルソングとして制作・発売されたテリー・デサリオによる「オーバーナイト・サクセス」が大ヒット。
そして矢沢永吉やドゥービー・ブラザーズの日本ツアーにキーボーディストとして同行した。1985年に手がけたホンダのスクーターDJ・1のCM曲でシブがき隊がカバーした「DJ in My Life」をきっかけにジャニー喜多川と知り合い、ジャニーズ事務所のタレントへの楽曲提供を手掛けるようになった。徐々に日本での活動に重きを置くようになり、月光恵亮のプロデュースや、ジャニーズ事務所所属ユニット作品などのJ-POPに1000曲以上を提供、ヒット曲も多い。エイベックスやSony Recordsのアドバイザーのほか、「東京スクールオブミュージック」など滋慶学園グループが経営する音楽系の専門学校で特別講師も務める。

## 楽曲提供
- ☆：Dennis Belfieldと共同作曲
- ★：LISA HUANGと共同
- ※：STEVEN LEEと共同
- ○：ANTHONY MAZZAと共同
- ●：Jeff Carruthersと共同

### 作詞・作曲
- 少年隊「しょげるなBABY」「いちばん小さなプラネタリウム」「HEARTS」
- King & Prince「King & Prince,Queen & Princess」（作詞はEMI K.Lynnと共作）
- ジョン・オバニオン　里見八犬伝のサウンドトラック
  - 「里見八犬伝（I Don't Want This Night To End）」
  - 「八剣士のテーマ-White Light-（Hakkenshi's Theme-White Light-）」
- テリー・デサリオ 「オーバーナイト・サクセス」
  - ソニーカセットテープコマーシャルソング　リッチー・ズィトーらとの共作。
- Dance away - 歌：ANNIE LIVINGSTON　映画「プロジェクトA子」主題歌

### 作曲
- 相川七瀬「Goodbye Yesterday（※）」
- 嵐「ROMANCE」
- 亜蘭知子「Love Connection (したたかに Woman)」
- 石川優子「恋人たちのSomething」
- 稲垣潤一「Congratulations」
- infix「傷だらけの天使になんてなりたいとは思わない（●）」
- VENUS「Runaway Emotion（作詞：森浩美）」
- 上原さくら「心臓とハート（☆）」
- 宇都美慶子「Juat Call Your Name」「夏雲の彼方に」
- ERINA「世界で一番ビンカンな場所（☆）作詞：康珍化」
- 大沢あかね「ワタシを愛せるワタシならきっともっとキミを愛せるから....（○、Ron Hariiesと共同）作詞：前田たかひろ」
- 大西結花「好きにして…」（作詞：松本隆）
- 小野正利「Love is Blingd」「Bridge」
- 葛城ユキ「ミューチュアル・アクセス（MICHELLE HEARTと共同）」作詞：及川眠子
- KAT-TUN「NEVER AGAIN（※）」「SIGNAL（LISA HUANGと共同）」「HELL, NO（※）」
- Coming Century「JUSTICE（※、KOMU・YUと共同）」作詞：KOMU
- 小柳ゆき「Crystal Days（○）作詞：MIZUE）」「I'll be Travellin' Home（○）」「Nothing to do,boy（○）」「Crime（○、Ron Hariiesと共同）」「Dirty Tube（○、Ron Harriesと共同）」「Can't Love You Again（○）」「Soldier（David Katerと共同）」
- SixTONES「Night Train（作詞：ma-saya）」
- 椎名へきる「やさしいひとになりましょう（☆、作詞：森浩美）」
- ジャニーズJr./JOHNNYS' YOU&ME IsLAND「YOU&ME」（Kiyo Levenと共同、作詞：Komei Kobayashi）
- ジャニーズJr.「アラシは吹きやまない」（春田敦子と共同、作詞：浩美）
- 少年隊「My Little Simple Words」「こわがらないで、天使」「We'll Be Together」
- 真矢「子供を作ろう（☆、作詞：秋元康）」
- SMAP「さよならの恋人」「Shake U Up（Mike Taveraと共同）」
- Sexy Zone「I see the light〜僕たちのステージ〜（Makoto ATOZIと共作詞）」「ひとりぼっちの夜空に（北室龍馬と共同）」
- 千堂あきほ「REAL LOVE（☆、作詞：岩里祐穂）」「LADY, WHO」「讃美歌をかえして（☆）」
- W「Missラブ探偵」
- 玉置成実「real dreaM（●、作詞：渡辺なつみ）」
- 田村直美「WILD SENSATION」「All You Need Is Love「日差しの強い日は ひまわりのように太陽をあびて進もう」「Remember who you are」「LAST LOVE」「everybody fun everybody fly（以上、田村直美と共同）」
- 知念里奈「PINCH 〜Love Me Deeper〜（MIKE EGIZIと共同）」「PRIDE + JOY（●）」
- 土屋アンナ「ONLY WANT YOU（○、RON MAZZAと共同）」「Lovin' you（○）」
- D. D. GAPS「WILL POWER（●）」
- 中川亜紀子「HAPPY FACE（☆）」
- 西野妙子「青春っきゃないじゃない!（作詞：松井五郎）」
- NEWS「I・ZA・NA・I・ZU・KI（作詞：David Kater、Jay Condiotti）」
- パク・ヨンハ「Close（※、作詞：松井五郎）」
- 伴都美子「FAREWELL」
- 美勇伝「曖昧ミーMIND（※）」
- Hey! Say! JUMP「Star Time」
- 星野由妃「恋人でいたのに（作詞：岩里祐穂）」
- 松浦亜弥「砂を噛むように…NAMIDA（Kyoko Nittaと共同）」
- MAX「Love is Dreaming（●）」「Wonderland（●）」
- 松田樹利亜「抱きしめても止まらない（●、MIKE EGIZIと共同、作詞：田村直美）」「FOREVER DREAM（☆、作詞：田村直美）」「視線の挑発（Teddy Castllvecciと共同、作詞：田村直美）」「マイ・フレンド」「Rain（☆）」「Underground Train（☆）」「MY ROAD（☆）」「GET A GRIP（作詞：田村直美）」「月下美人」「I'm Wishing（Teddy Castllvecci、月光恵亮と共同、作詞：田村直美）」「MY LOVE（Teddy Castllvecci、月光恵亮と共同）」「Like a Typhoon（松田樹利亜と共同）」「Ambitious（月光恵亮と共同）」「白い花 赤い花（松田樹利亜と共同）」

- Prince（ジャニーズJr.）（現：King & Prince）「Prince Princess（北室龍馬と共同、作詞：久保田洋司）」
- MINAKO with WILD CATS「Because You're Mine（作詞：松本隆）」
- 森丘祥子「唇にラズベリー」
- 森下玲可「MIDNIGHT LOVER（☆、作詞：田村直美）」「シンデレラになんてなりたいとは思わない（Ritzie Zitoと共同、作詞：みかみ麗緒）」「SERIOUS MY LOVE」
- 雪村いづみ「ママは何でも知っている（●、作詞：田口俊）」
- 米倉利紀「girl friend」
- 和田アキ子「抱かれ上手（☆、作詞：荒木とよひさ）」
- SUPER EIGHT(旧 関ジャニ∞)「WATER DROP」(TSURUMI KIYOと共同)

### 作曲・編曲
- 浅井ひろみ「あの胸のときめきを（須貝幸生と共同編曲）」
- 小野正利「Love You With All My Heart」
- Crystal Kay「出会えた奇跡（★）」
- C.C.ガールズ「BELIEVE IN LOVE（●）」
- Shyne「DO ME DO ME（★）」
- 稲垣吾郎「If You Give Your Heart（☆）」
- SE7EN「I wanna...（★、Kevin Christopher Teasley、須貝幸生、DJ Cool-kと共同編曲）」
- 田村英里子「人魚のTシャツ（☆、作詞：康珍化）」「KARA KARA天気（☆、作詞：芹沢類）」「明日の行方（☆）」
- 田村直美「笑顔の純度（鷹羽仁と共同編曲）」「ONE（☆、月光恵亮、鷹羽仁と共同）」「君を想う気持ち（田村直美との共同作曲、Kim Bullad、アーサー・シェアと共同編曲）」
- 土屋アンナ「Better Day（○）」「U（○）」
- 中森明菜「La Liberté」
- 成田昭次「Same Old Scene（高橋茂治と共同編曲）」
- PEARL『PEARL』「ジェラシーに気を付けろ」「Feel So Wild、Feel So Blue（以上、田村直美と共同作曲、PEARLと共同編曲）」

### 編曲
- 浅井ひろみ「南風に抱かれて（須貝幸生と共同、作詞：朝野深雪）」
- atsushi yokozeki project「MORE THAN ENOUGH」
- 今井大介「Color me you（●、今井大介と共同編曲）」
- 小野正利「それぞれの朝」
- C.C.ガールズ「SKY-WALKERな午後（●）」
- 田村直美「maybe tomorrow 」「真夏の雨」「自由の橋」「あきらめられない夢に」「永遠の一秒（以上、鷹羽仁と共同）」「CARRY ON」「NAKED LOVE」「ママの恋人」「すべての未来に光りあれ」「地上に舞い降りた天使達」「SILVER SPOON」「Beatlesも戦争も知らないけれど（以上、月光恵亮、鷹羽仁と共同）」「River of tears」「やがて 訪れる春が（以上、Kim Bullard、アーサー・シェアと共同）」

- 中西礼奈「RAINY DIAMOND（●、作詞：売野雅勇）」

### プロデュース
- Mylin
- ZOOM

## 参照
- プロデューサー / コンポーザー 講師：ジョーイ・カルボーン氏｜東京スクールオブミュージック専門学校　渋谷